# Rotten Apples
Pour l’article homonyme, voir Rotten Apple.
Albums de The Smashing Pumpkins
Machina II/The Friends and Enemies of Modern Music
(2000) Zeitgeist
(2007)
Rotten Apples est une compilation du groupe de Rock alternatif américain The Smashing Pumpkins, sortie en 2001 après la séparation du groupe en 2000. Le groupe s'est toutefois reformé par la suite en 2006. Une édition limitée parut accompagnée de la compilation Judas 0.

## Liste des pistes
1. Siva – 4:21
2. Rhinoceros – 5:53
3. Drown – 4:30
4. Cherub Rock – 4:59
5. Today – 3:22
6. Disarm – 3:18
7. Bullet With Butterfly Wings – 4:17
8. 1979 – 4:23
9. Zero – 2:41
10. Tonight, Tonight – 4:15
11. Eye – 4:54
12. Ava Adore – 4:21
13. Perfect – 3:22
14. The Everlasting Gaze – 4:02
15. Stand Inside Your Love – 4:13
16. Try, Try, Try – 5:09
17. Real Love – 4:10
18. Untitled – 3:51